# ملاحقه (روستا)
ملاحقه به عربی ( الُملاحقة )، روستایی است در دهستان المُقَبَنَة از توابع استان حضرموت در کشور یمن در شبه جزیره عربستان.

## جمعیت
جمعیت آن ۱۰۰ نفر (۱۰ خانوار) می‌باشد.